# 午夜新闻 (中国中央电视台)

央视午夜新闻栏目片头 (2015年1月6日至2019年10月17日)

《午夜新闻》是中国中央电视台于每天午夜时分播放的新闻节目，前身为0点档的《整点新闻》，节目于2002年8月6日开播。该栏目最初在每天凌晨0时整在中国中央电视台新闻·综合频道播出，直至中国中央电视台新闻频道于2003年5月1日开播后改在中国中央电视台新闻频道播出。节目内容以中国大陆时政、民生以及国际焦点新闻为主。

## 历史
1993年3月1日，中央电视台第一套节目（CCTV-1），开播0:00一节《整点新闻》，同时开播《世界城市天气预报》，在0:00一节《整点新闻》后播出。
1994年1月2日，《世界城市天气预报》启用新片头。
1995年4月3日，央视一套定名为新闻·综合频道，《整点新闻》更换演播室。同年7月1日，《整点新闻》更换片头，片头样式为由方格渐变，开头音乐未变，同时《世界主要城市天气预报》停用1994年版本片头。
1998年8月5日，0:00一节《整点新闻》移入了央视复兴路办公区250演播室制播，后于2001年4月1日移入229演播室制播。
2002年8月6日，央视综合频道在原0点一节的《新闻》基础上开播了《午夜新闻》，在250演播室制播；自此央视综合频道的新闻节目覆盖了全天重要时段；同年8月11日起开播《午夜国际观察》板块，逢星期日凌晨播出。
2003年5月1日，随着央视新闻频道的开播，该节目改为在新闻频道独播。时长30分钟，后移入229演播室制播。
2009年8月8日，随着央视新闻频道的改版，《午夜新闻》更换片头和包装，时长加长为55分钟。
2012年2月28日-2014年11月30日期间，因《环球记者连线》开播，周二至周六的午夜新闻时长被缩短至25分钟左右。
2015年1月6日-2019年7月19日期间，该节目在总台光华路办公区制播，并启用了仅限于凌晨时段的新包装。
2019年7月20日起，该节目改为在总台总部大楼（复兴路办公区）的N01演播室制播，仍然沿用2015年的包装。
2019年10月18日起，该节目开始使用新包装。

## 制作

### 风格
《午夜新闻》将资讯划分为以版块编排样式进行报道，对前一天的新闻进行汇总、报道、解读和延伸，同时报道前一天夜间发生的和栏目播出时发生的最新消息并予以相应直播。《午夜新闻》栏目主要是播出在最近24小时里世界各地发生的最新新闻以及未来24小时〈世界主要城市天气预报〉。
日常时间该节目时长为57分钟。主要分为五个环节。《时政要闻》环节快速浏览前一天的时政新闻（有时改播《午夜头条》）；《最新消息》环节报道刚刚发生的最新消息；《热点聚焦》环节热点直播、夜评时事；《午夜扫描》环节扫描刚过去的一天要值得关注的新闻；《世界主要城市天气预报》于节目结束后播出。
而当该节目时长为10分钟时（此情况通常为周日和周一时的编排），则分为两部分。时政要闻部分快速浏览前一天的中国时政新闻。焦点关注部分回顾前一天的头条新闻以及海外一般焦点新闻与中国一般焦点新闻，对重要新闻予以直播连线。

### 演播室
《午夜新闻》曾是少有的几档曾经使用中央电视台光华路办公区演播室的新闻频道节目。2010年2月2日，午夜新闻转移到高清改造后的250平方米演播室进行直播。2015年1月6日，该节目在央视新址的C01演播室改版播出，画面由4:3制式改为16:9制式播出。2016年10月16日，《午夜新闻》首次使用C08演播室。2016年11月5日，《午夜新闻》在C02演播室播出。2019年7月20日，《午夜新闻》转入中央广播电视总台总部大楼N01演播室播出。

## 播出

### 播出时间
《午夜新闻》栏目从每日0时整通过中国中央电视台新闻频道开始播出，一般在周二至周六的栏目全长为57分钟，周日及周一的栏目全长为10分钟。每逢元旦当天（公历新年）、春节当天（农历新年）该栏目则分别因安排播出了中国中央电视台新闻频道的跨年特别节目（2010年起）、春节特别节目《一年又一年》（2003年起）而延后播出或不予播出。
2020年4月8日，为直播报道武汉于当日0时解除为应对新冠肺炎疫情而采取的封城政策的实况，当日的《午夜新闻》提前至4月7日晚23时40分许开播，当期节目时长也延长至1小时13分钟。

### 主播
《午夜新闻》每期节目由一名主播负责播报。现任常驻主播为商亮、鄭子可、张韬、王誉博、王诗杨、张安琪、果欣禹，以及实习播音员趙宇昕。
2022年8月3日，受佩洛西訪台事件影响，当天的《午夜新闻》临时改为双主播制，由和宝晓峰共同担任，两人也为8月2日《新闻联播》的主播。